# Toepolev ANT-40

Toepolev SB-2

De Toepolev ANT-40 (Russisch: Туполев АНТ-40), ook wel bekend onder zijn servicenaam Toepolev SB-2 (Russisch: Туполев СБ-2 Скоростной Бомбардировщик, Skorostnoi Bombardirovschik - "Hogesnelheidsbommenwerper") en onder de ontwikkelingsnaam TsAGI-40, is een dubbelmotorige, driezitslaagdekker bommenwerper gebouwd door Toepolev. De eerste vlucht vond plaats in 1934.
Tsjecho-Slowakije heeft licentierechten gekocht om in de Aero en Avia fabrieken de SB-2M-100A als B-71’s te bouwen. Maar door de inname van Duitsland zijn er geen gebouwd.

## Ontwikkeling
In 1933 gaf de luchtmacht van de Sovjet-Unie opdracht voor de ontwikkeling van een hogesnelheidsbommenwerper. De TsAGI  (Russisch: Центра́льный аэрогидродинами́ческий институ́т (ЦАГИ), Tsentralniy Aerogidrodinamicheskiy Institut (TAGI)) begon in januari 1934 met het werk. Een team van het Toepolev ontwerpbureau onder leiding van A. A. Arkhangelski verzorgde het ontwerp en ontwikkeling.
Er waren twee versies gepland, een uitgerust met Wright Cyclone radiaalmotoren en een versie met de Hispano Suiza 12Y watergekoelde V12-motoren. Het prototype met de Wright Cyclone motoren vloog als eerste op 7 oktober 1934. Het toestel met de Hispano-Suiza motoren en grotere vleugels, vloog op 30 december 1934 en was de betere van de twee.

## Productie
Het eerste productievliegtuig, SB genoemd, rolde vóór eind 1935 van de productielijn en de laatste in 1941. Ondanks veel aanpassingen tijdens de initiële productie waren er tegen jaareinde 1936 ongeveer 400 SB's afgeleverd. De Hispano Suiza 12Y motoren werden in de Sovjet-Unie in licentie gebouwd en stonden bekend als de Klimov M-100. De SB werden al snel met krachtiger motoren uitgerust, eerst met de M-100A en vanaf 1938 door de nog krachtigere M-103.
In 1937 sloot de regering van Tsjecho-Slowakije een leveringscontract voor een vliegtuigen en het recht om ze in licentie te produceren. Medio 1938 vlogen 60 vliegtuigen naar Tsjecho-Slowakije, maar de vliegtuig bouw kwam moeizaam op gang. Op 15 maart 1939, toen de Duitse Wehrmacht Bohemen en Moravië bezet had, was nog geen één door Tsjechië gebouwd vliegtuig afgeleverd.
Tegen het uitbreken van de Tweede Wereldoorlog was het geen modern vliegtuig meer. De Sovjet-Unie wilde de luchtmacht snel uitbreiden en er werden toch zo'n 4000 van gemaakt in 1939 en 1940. De SB werd begin 1941 uit productie genomen en vervangen door de Petljakov Pe-2. In totaal zijn er 6831 exemplaren gebouwd in de Sovjet-Unie, inclusief prototypen en enkele tientallen exemplaren gebouwd in licentie kwam het totaal op 6945.

## Inzet
Enkele tientallen SB's werden naar Spanje gebracht en vochten redelijk succesvol mee aan de kant van de republikeinse regering in de Burgeroorlog. Het vloog sneller dan de Fiat CR.32 en de Heinkel He 51 die de nationalisten gebruikten. Desondanks waren de verliezen hoog, toen de oorlog in april 1939 afliep, waren er 73 SB's verloren gegaan waarvan 40 door vijandelijke acties.
In juli 1937 brak de Tweede Chinees-Japanse Oorlog. China en de Sovjet-Unie ondertekenden op 21 augustus 1937 een niet-aanvalsverdrag. De Sovjet-Unie leverde grote hoeveelheden militair materieel aan de Chinese nationalisten, waaronder vliegtuigen bemand door Sovjet-vrijwilligers. In 1939 gingen de Sovjet piloten over op de modernere Iljoesjin DB-3. De resterende SB's werden overgedragen aan Chinese eenheden, maar er weinig gebruik van gemaakt.
Op 30 november 1939 begon de Winteroorlog waarbij enkele honderden SB's werden ingezet. Ze werden vaak niet door jagers geëscorteerd en gedwongen om laag te vliegen hetgeen ze kwetsbaar maakten voor Fins luchtafweergeschut en jagers. In de 15 oorlogsweken zijn tussen de 100 en 200 SB's vernietigd.
Toen Nazi-Duitsland het land binnenviel bestond bijna de gehele Sovjet-bommenwerper uit SB's, waarvan er 1500-2000 opgesteld stonden langs de westgrens. De Luftwaffe begon operatie Barbarossa met gecoördineerde aanvallen op Sovjet-vliegvelden en vernietigde een groot deel van de Sovjet-luchtmacht. De SB's die de slachting van de eerste dag overleefden, werden ingezet zonder escorte en door de lichte pantsering was het kwetsbaar voor Duits luchtafweergeschut. Binnen enkele dagen na zware verliezen werden de SB's alleen nog ingezet voor nachtaanvallen. Tegen december 1941 waren bijna alle SB's vervangen of verloren gegaan. De resterende toestellen werden gebruikt voor transport- en opleidingstaken.

## Versies
- ANT-38
- ANT-39
- ANT-40.1 of ANT-40 2RTs
- ANT-40.2 of ANT-40 2IS
- SB-2M-100 (vaak ook wel SB genoemd)
- DI-8/ANT-46
- SB-2M-100A (ook wel SBbis genoemd)
- SB-2M-100A Gemoderniseerd
- SB-2M-103/SBbis
- PS-40 2M-100A - vrachtvliegtuig

- USB - lesvliegtuig
- SBbis2-2M-103
- SB-2M103-1939
- PS-41-2M103U
- PS-41bis-2M103U
- MMN-2M-105
- SB-RK (ook wel RK en KR genoemd)
- 3-wielige SB
- T-1/ANT-41

## Gebruikers

### Civiele gebruikers
- Sovjet-Unie
  - Aeroflot

### Militaire gebruikers
- Bulgarije
- China
- Duitsland
- Finland
- Polen
- Slowakije
- Sovjet-Unie
- Spaanse Republiek
- Spaanse Staat
- Tsjechoslowakije

### Gerelateerde ontwikkelingen
- Toepolev ANT-38
- Toepolev ANT-41
- Arkhangelski Ar-2

### Vergelijkbare vliegtuigen
- Bristol Blenheim